# Congonhinhas
Congonhinhas är en kommun i Brasilien.   Den ligger i delstaten Paraná, i den södra delen av landet, 900 km söder om huvudstaden Brasília. Antalet invånare är 8 279.
Omgivningarna runt Congonhinhas är huvudsakligen savann. Runt Congonhinhas är det mycket glesbefolkat, med 4 invånare per kvadratkilometer.